# Korisliiga giocatore più migliorato
La Korisliiga giocatore più migliorato è il premio conferito dalla Korisliiga al giocatore che più si è migliorato rispetto alle stagioni precedenti.

## Vincitori
| Stagione  | Nazionalità | Giocatore         | Squadra                  |
| --------- | ----------- | ----------------- | ------------------------ |
| 1991-1992 | Finlandia   | Tommi Nordberg    | Helsingin NMKY           |
| 1992-1993 | Finlandia   | Markku Larkio     | Namika Lahti             |
| 1993-1994 | Finlandia   | Roope Mäkelä      | KTP-Basket               |
| 1994-1995 | Finlandia   | Roope Mäkelä (2)  | KTP-Basket               |
| 1995-1996 | Finlandia   | Jyri Lehtonen     | HoNsU                    |
| 1996-1997 | Finlandia   | Pasi Riihelä      | Kouvot Kouvola           |
| 1997-1998 | Finlandia   | Teemu Rannikko    | Piiloset                 |
| 1998-1999 | Finlandia   | Timo Parviainen   | Piiloset                 |
| 1999-2000 | Finlandia   | Vesa Parviainen   | Vantaan Pussihukat       |
| 2000-2001 | Finlandia   | Timo Riihelä      | Nokia                    |
| 2001-2002 | Finlandia   | Petri Virtanen    | Jyväskylä                |
| 2002-2003 | Finlandia   | Ville Kaunisto    | Kouvot Kouvola           |
| 2003-2004 | Finlandia   | Antero Lehto      | Pyrbasket                |
| 2004-2005 | Finlandia   | Elias Kajander    | Vantaan Pussihukat       |
| 2005-2006 | Finlandia   | Gerald Lee        | UU-Korihait              |
| 2006-2007 | Finlandia   | Ville Mäkäläinen  | Namika Lahti             |
| 2007-2008 | Finlandia   | Timo Heinonen     | ToPo Helsinki            |
| 2008-2009 | Finlandia   | Vesa Mäkäläinen   | Namika Lahti             |
| 2009-2010 | Finlandia   | Eldar Skamo       | Kauhajoen Karhu          |
| 2010-2011 | Finlandia   | Petri Heinonen    | UU-Korihait              |
| 2011-2012 | Finlandia   | Matti Nuutinen    | Bisons Loimaa            |
| 2012-2013 | Finlandia   | Vesa Heinonen     | KTP-Basket/ Namika Lahti |
| 2013-2014 | Finlandia   | Antero Lehto (2)  | Tampereen Pyrintö        |
| 2014-2015 | Finlandia   | Joonas Lehtoranta | KTP-Basket               |
| 2015-2016 | Finlandia   | Juho Nenonen      | Vilpas Vikings           |
| 2016-2017 | Finlandia   | Topias Palmi      | Tampereen Pyrintö        |